# Puerto Caldera
Puerto Caldera es el puerto marítimo costarricense más grande e importante para usos comerciales en la costa del Océano Pacífico de Costa Rica.
Está ubicado en el distrito de Caldera del cantón de Esparza, en la provincia de Puntarenas. Su emplazamiento abarca la bahía del mismo nombre, a la entrada del Golfo de Nicoya. La ciudad de Puntarenas está a 28 kilómetros al noroeste de este puerto, y la de Orotina está a unos 26 kilómetros al este.
Geográficamente se encuentra ubicado entre los 84° 43' 6" de longitud oeste y los 9° 54 '40" de latitud norte.
El puerto de Caldera que es utilizado actualmente fue creado de forma artificial en 1978, iniciando operaciones hasta 1981, luego de que fuera descontinuado para usos comerciales el principal de Puntarenas, ya pequeño y obsoleto para embarcaciones de gran calado. Desde entonces, representa el principal punto de importación y exportación de la costa pacífica de esta pequeña nación.
Actualmente es administrado por la Sociedad Portuaria de Caldera y Sociedad Portuaria Granelera de Caldera, empresa Costa Rica/Colombia 40%/60%, con quien Costa Rica tiene un contrato de 20 años para la administración del puerto. Posee un área superficial de 241,069,69 m²

## Historia
Desde la época colonial y hasta principios del siglo XX, Caldera ha sido el principal puerto de la vertiente del Pacífico costarricense. Inicialmente en él, se realizaban operaciones de carga y descarga en bahía por medio de lanchas.
En 1910, por razones de abrigo y conformación litoral, se construyó en la ciudad de Puntarenas un muelle sobre pilotes de madera y una pequeña bodega de almacenaje. Ya para inicios de los años 30s, el muelle se sustituyó por otro con bases de acero. Además durante esa época, en la zona se estableció el edificio de la Aduana, con una bodega principal.
Posteriormente con el paso de los años, aumentó la construcción de bodegas y atracaderos poco profundos en el muelle principal y en el lugar denominado "El Cocal", en el estero de Puntarenas.
A finales de los años 60s, a raíz del crecimiento poblacional alrededor del puerto puntarenense y del congestionamiento de buques, se manifestó la necesidad del desarrollo portuario, con miras a facilitar el comercio exterior del país, con zonas económicas con acceso por el Océano Pacífico.
Es así como surge Puerto Caldera a finales de la década de los 70, que por su ubicación estratégica y su significado económico es seleccionado luego de varios estudios, como la mejor zona de emplazamiento para el nuevo puerto. 
Caldera es inaugurado oficialmente el 17 de diciembre de 1981, durante la administración del Presidente de la República Rodrigo Carazo Odio y del Presidente Ejecutivo del INCOP Álvaro José Chen Lao.
Para inicios del año 1982, el INCOP traslada sus oficinas a Puerto Caldera e inicia sus operaciones.

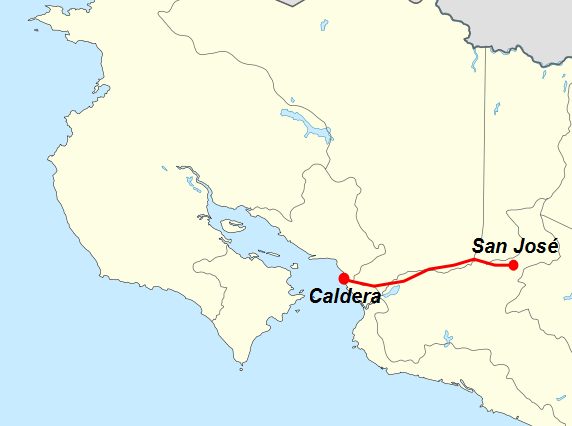
Mapa de Ruta 27, carretera San José-Caldera

El puerto se comunica mediante carretera con los principales centros productivos, industriales y agrícolas ubicados en las cercanías de la zona franca en Barranca de Puntarenas y en las provincias de Alajuela, Heredia, San José y Cartago. La ciudad capital de San José, se encuentra a una distancia de alrededor de 77 kilómetros al este, sobre la Ruta 27. 
La zona de influencia del puerto para el movimiento de carga al extranjero, está orientada a destinos como Estados Unidos y Asia, entre otros. 
Los principales productos operados son: contenedores, granel sólido, hierro, frutas, vehículos y de forma marginal la mercadería general y el atún, este último al no recibir ofertas, el proceso licitatorio para llevarlo a esta terminal ocurre por iniciativa privada.
A partir de 2023 el puerto operó como términus oriental del transbordador El Salvador–Costa Rica.

## Características técnicas del puerto

### Instalaciones
El muelle está construido sobre pilotes de acero, tabla estaca del mismo material y relleno. El relleno descansa sobre suelo original compuesto por piedra de 100 a 500 kilogramos en su base y arena en la parte superior, mezclado con material de menor peso.
La superficie está constituida por adoquines de concreto, con una capacidad soportante de tres toneladas por metro cuadrado, con excepción de las áreas especializadas para el tránsito de contenedores, en que la capacidad soportante es de 20 toneladas por metro cuadrado.

### Profundidades y mareas
A la entrada del golfo, como en la zona de fondeo o anclaje del puerto, existen profundidades aptas para los buques que deban operar en él.
El canal de acceso y la zona de fondeo, tienen una profundidad mínima de 13 metros (medidos con base en el nivel medio de las más bajas). El fondo marino está compuesto en por arena y lodos.
Las mareas medias en Puntarenas y Caldera son de 2,5 metros (marea alta) y 0.3 metros (marea baja). En determinadas épocas la variación puede ser de hasta 3,1 y - 0,3 metros.

### Infraestructura
Las instalaciones de atraque de Puerto Caldera están conformadas por un muelle marginal con 490 metros de frente de atraque, utilizado para uso de los remolcadores y lanchas.
El puerto cuenta aproximadamente con 80 metros de muelle.

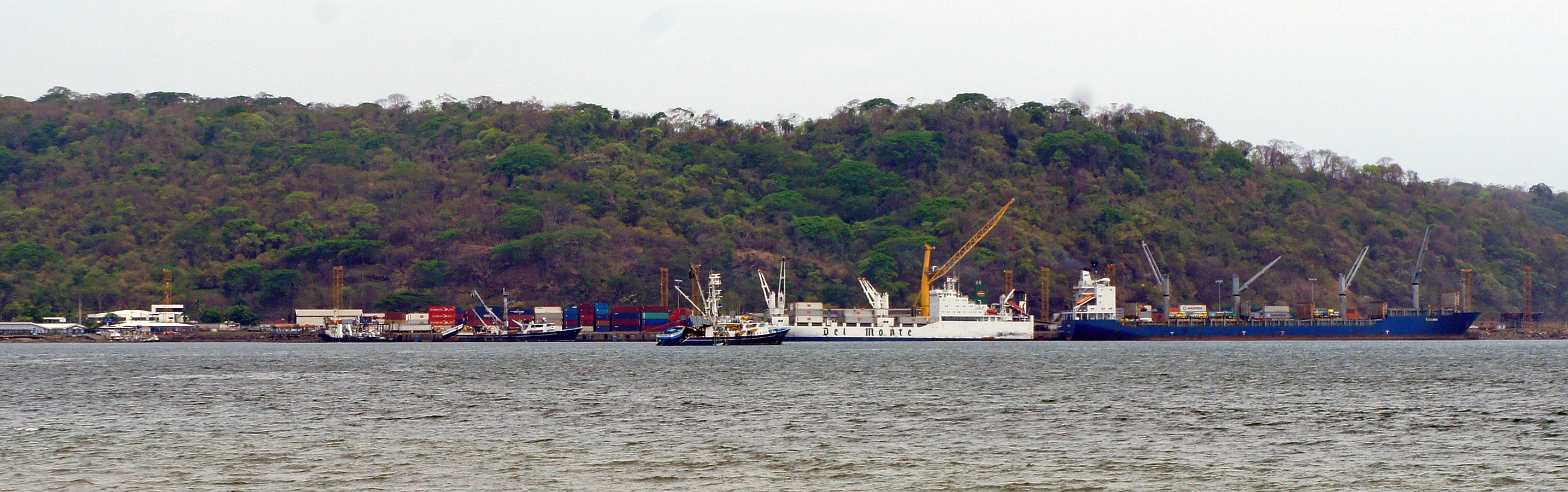
Vista panorámica de las instalaciones y del muelle de Caldera